# Linothele curvitarsis
Espèce
Synonymes
- Linothele curvitarsus Karsch, 1879
- Diplura soricina Simon, 1889

Linothele curvitarsis est une espèce d'araignées mygalomorphes de la famille des Dipluridae.

## Distribution
Cette espèce se rencontre au Venezuela de San Esteban à Caracas et en Colombie dans le département de Cesar,,.

## Description
La carapace de la femelle holotype mesure 5,5 mm et l'abdomen 7,5 mm.
La carapace des mâles mesure de 7,1 à 9,6 mm et la carapace des femelles de 8,1 à 10,2 mm.

## Systématique et taxinomie
Cette espèce a été décrite par Karsch en 1879.
Diplura soricina a été placée en synonymie par Drolshagen et Bäckstam en 2021.

## Publication originale
- Karsch, 1879 : « Arachnologische Beiträge. » Zeitschrift für die gesammten Naturwissenschaften, vol. 52, p. 534-562.